# Theresa Weld-Blanchard
Theresa Weld-Blanchard, senare gift Barnes, född 21 augusti 1893 i Brookline, Massachusetts, död 12 mars 1978 i Boston, Massachusetts, var en amerikansk konståkare som tog ett olympiskt brons i Antwerpen 1920. Hon deltog i tre olympiska spel, i Antwerpen 1920, i Chamonix 1924 och i Sankt Moritz 1928. Hennes medtävlande i paråkning under den olympiska karriären var Nathaniel Niles.